# El Chavo del 8

El Chavo del 8 là một series phim truyền hình được tạo ra bởi người Mexico và diễn viên  Roberto Gomez Bolaños, người đã rất thành công ở Mỹ Latin, Tây Ban Nha, Ý, Nga, và thậm chí đã đến Nhật Bản và Trung Quốc. Hàn Quốc Nó được phát hành vào ngày 20 tháng 6 năm 1971.